# Resolución 736 del Consejo de Seguridad de las Naciones Unidas
La resolución 736 del Consejo de Seguridad de las Naciones Unidas fue aprobada sin someterse a votación, el 29 de enero de 1992, tras haber examinado la petición de la República de Kirguistán para poder ser miembro de las Naciones Unidas. En esta resolución, el Consejo recomendó a la Asamblea General la aceptación de Kirguistán como miembro.